# Esplosione di Braamfontein

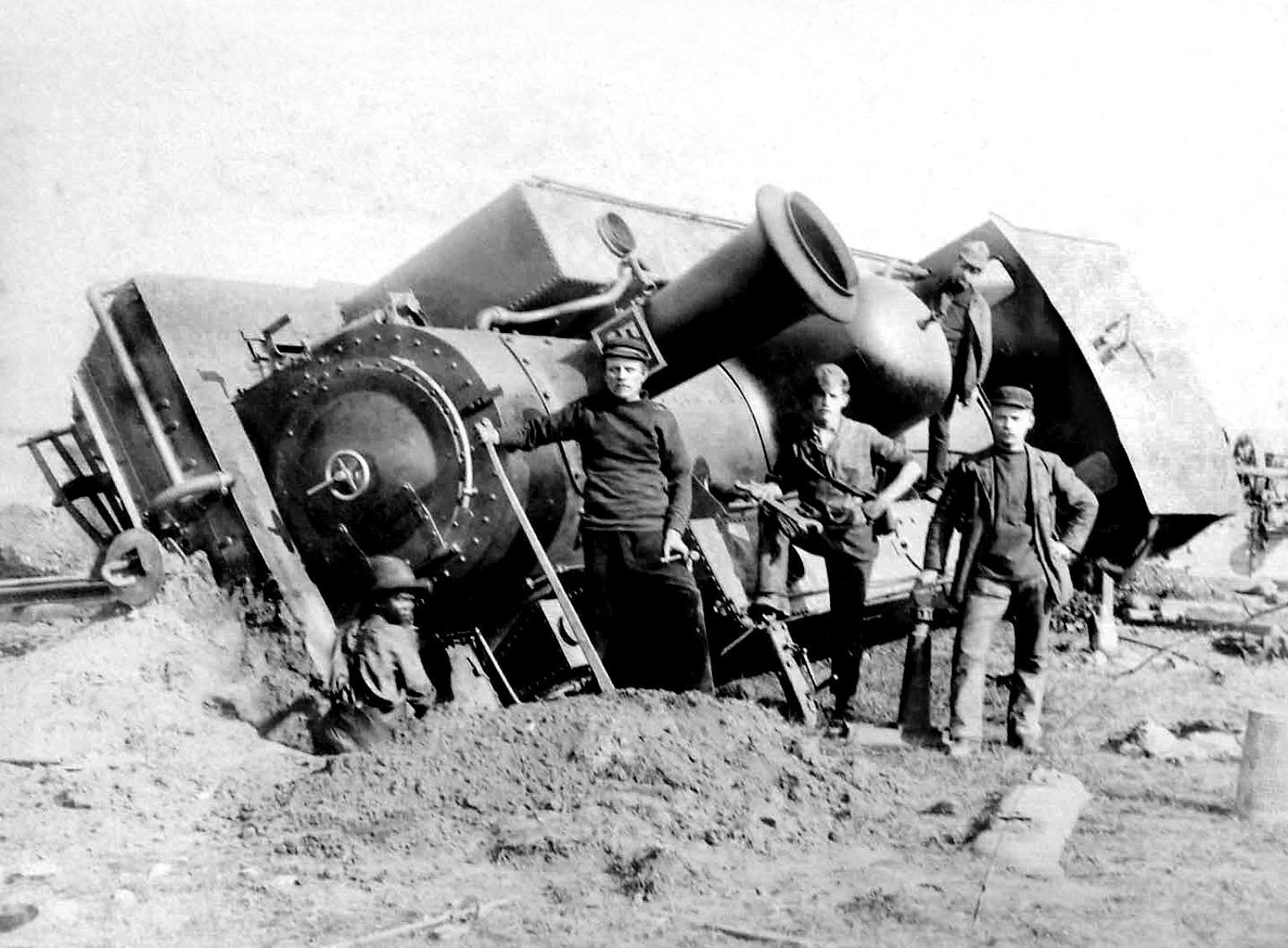
La locomotiva NZASM 40 Tonner recuperata a Braamfontein dopo l'esplosione

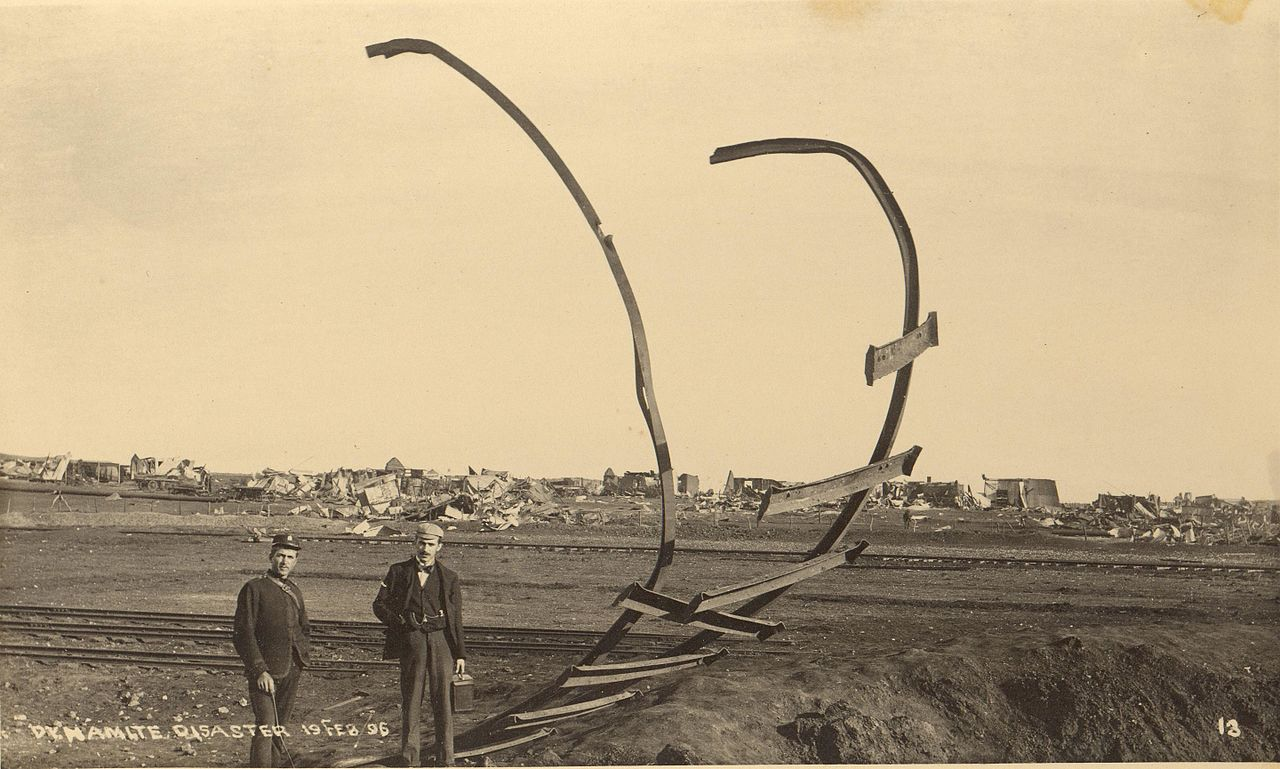
Parte della pista in cui è avvenuta l'esplosione a Braamfontein il 19 febbraio 1896

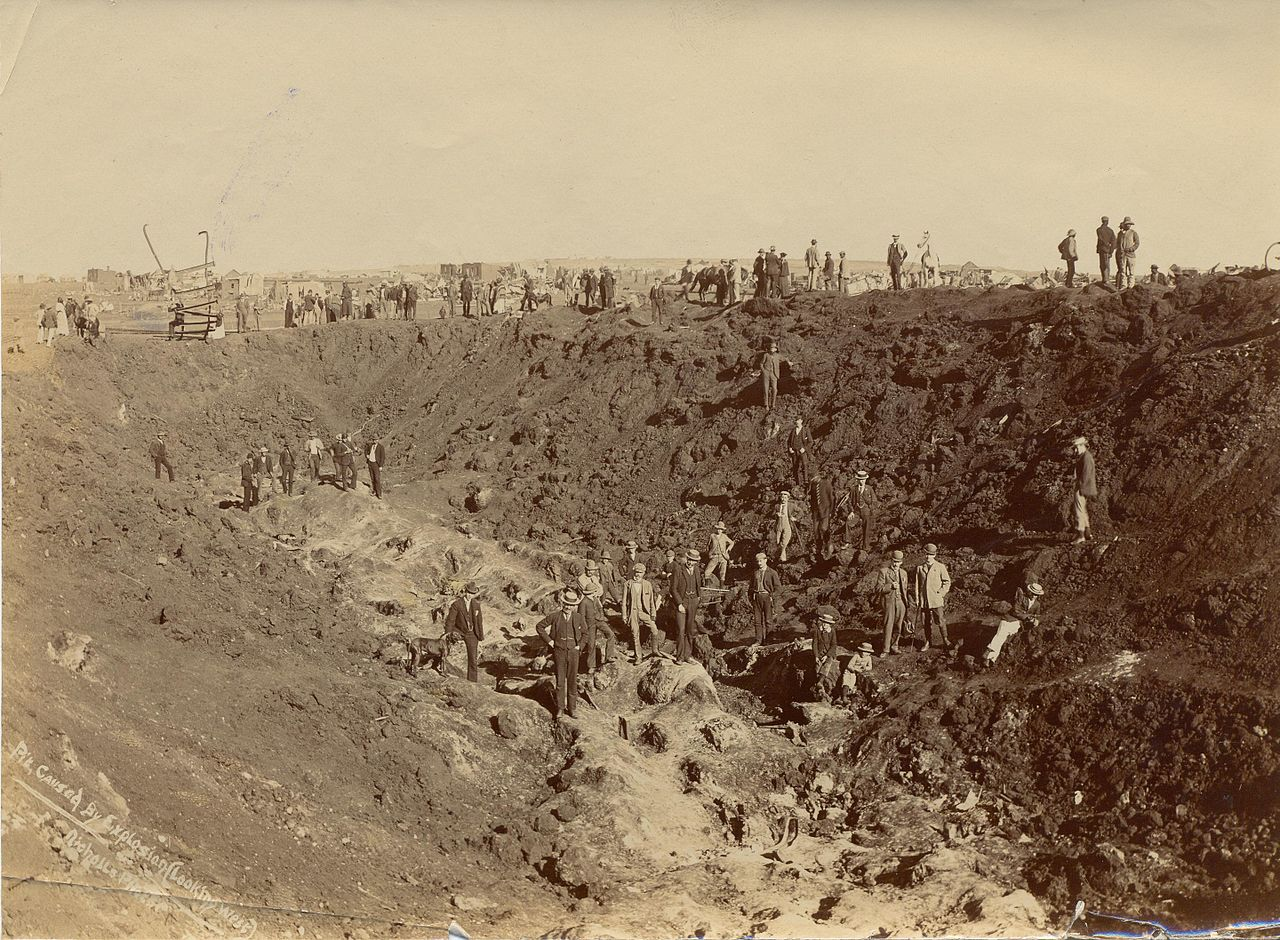
Il buco creato dall'esplosione di dinamite (guardando a ovest) a Braamfontein il 19 febbraio 1896.

L'esplosione di Braamfontein fu un'esplosione che avvenne a Braamfontein, un sobborgo di Johannesburg, in Sudafrica nel 1896. Fu una delle più grandi esplosioni non nucleari della storia.

## Esplosione
Il 16 febbraio 1896, un treno merci con otto camion di dinamite (2 300 casse da 60 libbre ciascuno, o circa 60 tonnellate) fu collocato sul raccordo ferroviario alla stazione ferroviaria di Braamfontein. La dinamite era destinata alle miniere vicine, ma i depositi di dinamite delle miniere erano già pieni, quindi il treno fu lasciato fermo per alcuni giorni, con un clima molto afoso, finché non fu trovato un posto dove riporre la dinamite.
Nel pomeriggio del 19 febbraio, dopo che i lavoratori avevano iniziato a scaricare il treno, una locomotiva da manovra arrivò per spostarlo su un'altra parte del raccordo; ma dopo l'impatto con la locomotiva da manovra, la dinamite esplose. L'esplosione lasciò un cratere lungo 60 metri, largo 50 metri e profondo 8 metri. L'esplosione fu udita fino a 200 chilometri di distanza.
I sobborghi lontani come quello di Fordsburg furono gravemente danneggiati e circa 3 000 persone persero la casa.

## Memoriale
I conti variano, ma si stima che siano rimaste uccise oltre 70 persone e oltre 200 furono ferite.
Un monumento al cimitero di Braamfontein riporta la morte di 75 "bianchi e colorati".